# Iranisches Institut für Rechts- und Gesetzesforschung
Das Iranische Institut für Rechts- und Gesetzesforschung (persisch: پژوهشکده حقوق و قانون ایران) ist ein wissenschaftliches und juristisches Forschungsinstitut mit Sitz in Teheran, das aus vier Gruppen besteht: Enzyklopädieschreibung, Rechts-theoriebildung und Intellektualismus, Studien über die sozialen Auswirkungen von Gesetzen sowie Studien über „außerhalb des Gesetzes“ stehende Themen. Das Institut arbeitet unter der Lizenz des Ministeriums für Wissenschaft, Forschung und Technologie des Iran und zählt zu den ersten juristischen Einrichtungen, die von der Vizepräsidentschaft für Wissenschaft und Technologie des Iran als wissensbasierte Unternehmen anerkannt wurden.
Mit einer umfangreichen Forschungsinfrastruktur im Bereich des iranischen Rechts hat das Institut die umfassendsten rechtlichen Forschungen im Iran durchgeführt und zur Reform des Zivilstandsrechts des Staates beigetragen. Zu den Aktivitäten des Instituts gehören unter anderem die Überprüfung und Analyse von Gesetzentwürfen, Richtlinien und Verordnungen sowie die Schaffung eines Rahmens für die Erstellung von Rechtsencyklopädien in mehr als 60 Disziplinen.

## Geschichte
Eine Gruppe von Personen mit Hintergrund in der Justiz und im Management gründete 2010 das Iranische Institut für Rechts- und Gesetzesforschung unter der Schirmherrschaft des Vizepräsidenten der Justiz für Bildung und Forschung. Das Institut konzentrierte sich auf die Sammlung und Verwaltung peripheren Rechtswissens. 2015 erhielt es vom Entwicklungsausschuss des Ministeriums für Wissenschaft, Forschung und Technologie die vorläufige Genehmigung sowie 2019 die Zustimmung zur Umwandlung in das „Allameh Legal Encyclopedia Research Institute“. Nach der Phase der Gründung und Konsolidierung begann 2020 die Entwicklungsphase des Instituts. Im selben Jahr wurde das Zentrum durch das Ministerium für Wissenschaft, Forschung und Technologie von einem Forschungszentrum in ein Forschungsinstitut umgewandelt. Diese Änderungen wurden im Januar 2020 im Amtsblatt veröffentlicht.
Die Forschungsaktivitäten waren zunächst auf drei Forschungsgruppen konzentriert: „Rechtsstudien“, „Kriminalstudien“ und das Forschungszentrum für „Rechtsstudien“, bevor das Institut zum Forschungsinstitut aufgewertet wurde. Gleichzeitig mit diesen Veränderungen stimmte das Ministerium für Wissenschaft, Forschung und Technologie jedoch zu, die Anzahl der Forschungsgruppen im Institut zu erhöhen und deren Struktur anzupassen.
Mit seiner Forschungsbilanz aus dem Jahr 2020 war das Iranische Institut für Rechts- und Gesetzesforschung eines der ersten wissenschaftlichen Zentren, die den Titel „wissensbasiertes Unternehmen“ des Vizepräsidenten für Wissenschaft und Technologie erhielten.

## Ziele
Unter den beiden Kategorien „Makroziele“ und „Mikroziele“ hat das Zentrum seine Ziele definiert. Die Makroziele des Forschungsinstituts umfassen die Entwicklung, Erweiterung und Etablierung von Rechtsforschungsaktivitäten. Das Institut konzentriert sich auch auf die grundlegenden Prinzipien der Rechts- und Gesetzeswerke sowie auf die Übereinstimmung zwischen juristischem Unterricht, Rechtsprechung und Gesetzgebung. Zudem wird die Erstellung und Veröffentlichung von Enzyklopädien in verschiedenen Rechtsbereichen angestrebt.

## Struktur und Organisation
Das Iranische Institut für Rechts- und Gesetzesforschung wird von einem Verwaltungsrat geführt, der vom Forschungsinstitut geleitet wird. Das Management umfasst den Forschungsrat, die Vizepräsidentschaft für Forschung, die Vizepräsidentschaft für Nachhaltigkeit und Technologie, den Inspektor, den Beratungsausschuss und die Öffentlichkeitsarbeit. Mehrere wissenschaftliche Gruppen an diesem Forschungsinstitut, einschließlich eines Gruppenleiters, bestehen aus Mitgliedern der Fakultät und Forschern.
Artikel 7 der Satzung des Iranischen Instituts für Rechts- und Gesetzesforschung beschreibt die Aufgaben und Zuständigkeiten dieses Instituts. Demnach hat das Forschungsinstitut die Pflicht und Befugnis, rechtliche Forschung auf drei Ebenen durchzuführen: grundlegend, angewandt und entwicklungsbezogen, sowie in der Forschung mit in- und ausländischen Universitäten zu kooperieren. Das Forschungsinstitut kann außerdem Beratungsdienste auf Grundlage der Forschungsergebnisse anbieten. Es ist auch verantwortlich für die Einrichtung von Bildungs- und Forschungsaktivitäten (einschließlich Bücher, Zeitschriften usw.) und die Durchführung von wissenschaftlichen Konferenzen, Kurzzeitkursen und Workshops.

### Forschungsgruppen
Die Forschungsgruppen dieses Forschungsinstituts sind:
- Enzyklopädie-Schreiben
- Rechtswissenschaftliche Theoriebildung und Intellektualismus
- Studien zur sozialen Auswirkung von Gesetzen
- Disziplinen des Rechts

### Zugehörige Forschungszeitschriften
Um technische Informationen in verschiedenen Bereichen der Rechtswissenschaft zu erstellen und zu verbreiten, hat das Forschungszentrum verschiedene Zeitschriften konzipiert und veröffentlicht. Legal World (Persisch: روزنامه دنیای حقوق) war zum Beispiel eine der ersten juristischen Forschungs- und Informationszeitschriften im Iran. Diese Zeitschrift veröffentlichte ihre erste Ausgabe am 13. August 2014. Die Zeitschrift erschien zunächst mit zwölf Seiten und später mit sechzehn Seiten. Die Seiten der Zeitschrift umfassen Nachrichten aus dem Bereich Recht und Gesellschaft sowie Disziplinen des Rechts.
Im September 2016 erteilte der Presseaufsichtsrat die Lizenz für die Vierteljahresschrift der Rechtsenzyklopädien (zuvor die Vierteljahresschrift der Rechtswissenschaften). Zu den Zielen dieser Vierteljahresschrift gehören die Verbesserung der Qualität der Rechtsforschung im Land, die Erweiterung der Grenzen des Rechtswissens und die praktische Anwendung der Rechtsforschung. Der Tätigkeitsbereich dieses Vierteljahreshefts umfasst fünfzehn Interessens- und Rechtsgebiete, darunter Zivilrecht, Zivilhaftungsrecht, IPR, pathologisches Recht usw.
Eine weitere Veröffentlichung dieses Forschungsinstituts, die im September 2011 die Veröffentlichungserlaubnis vom Presseaufsichtsrat erhielt, ist das Zweiwöchentliche Magazin für Recht und Rechtsinformationskurier.

## Aktivitäten
Das Iranische Institut für Rechts- und Gesetzesforschung hat bis heute zahlreiche Aktivitäten und Erfolge erzielt. Dazu gehören 15 Bände von juristischen Dokumentationen zum Zivilrecht, eine Sammlung von rechtlichen Begriffen mit 106.288 Wörtern, Übersetzungen der fünf Bände der Tahreero Al-Majalleh, sowie zahlreiche Bibliografien und Informationsquellen. Das Zentrum hat auch nachfragebasierte Untersuchungen für das iranische Justizsystem, das Ministerium für Justiz des Iran, die NCRO, die National Iranian Oil Company usw. durchgeführt.
Einige der wichtigsten wissenschaftlichen Aktivitäten des Forschungsinstituts sind:

### Rechtswissen-Management

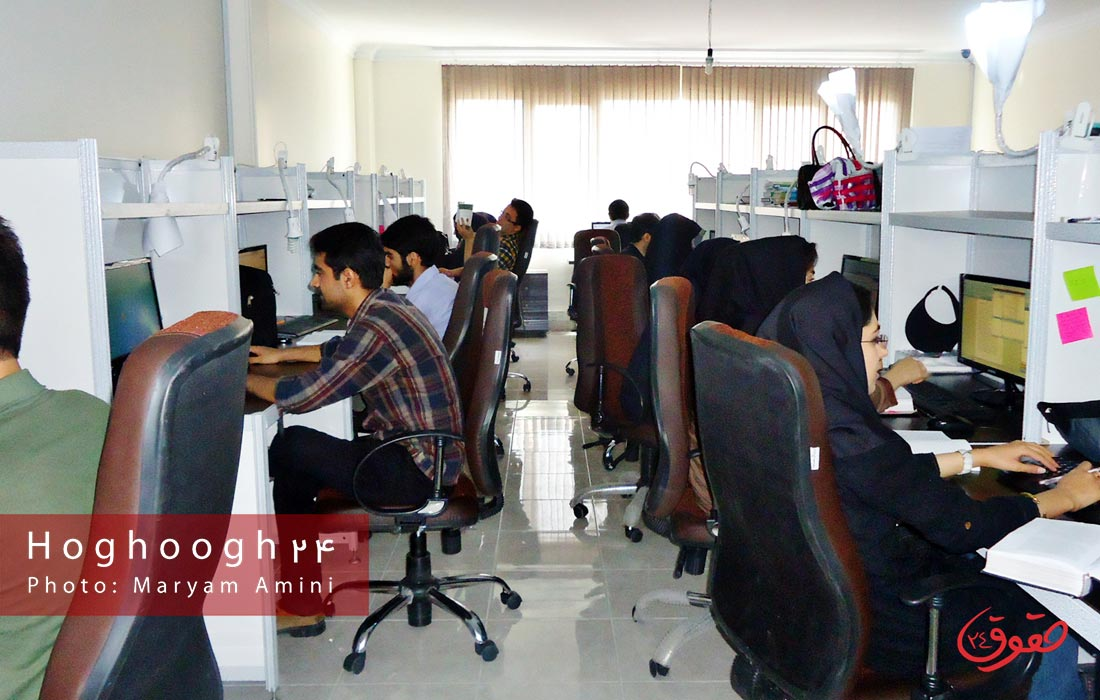
Forscher des Iranischen Instituts für Rechts und Gesetzesforschung nehmen digitale Notizen.

Eine der Aktivitäten dieses Forschungsinstituts ist das Projekt des peripheren Wissensmanagements. Das Projekt identifizierte, sammelte und organisierte peripheres Wissen zu rechtlichen Materialien in Zusammenarbeit mit etwa 200 Forschern, darunter Richter, Anwälte, Fakultätsmitglieder, Absolventen und Jurastudenten. Derzeit werden im Durchschnitt mehr als 119 Notizen pro 10.000 zu untersuchende rechtliche Dokumente erstellt, insgesamt 2.000.000 Notizen. Dieses Forschungsinstitut verpflichtet sich, diese Forschung mit Hilfe von Künstlicher Intelligenz fortzusetzen. Der Notizenerstellungsprozess erfolgt über proprietäre Software, wodurch die Notizen digital angefertigt werden.

### Änderung des iranischen Zivilstandsrechts
Auf Anfrage der Nationalen Organisation für Zivilstandsregistrierung des Iran wurde ein Gesetzesentwurf zur Änderung der Abschnitte des Zivilstandsrechts ausgearbeitet. Dieser Entwurf wurde nach einer langen Forschungsphase erstellt. Das Projekt wurde eingereicht. Der vorgeschlagene Entwurf wurde basierend auf den Forschungsprojekten „Bewertung der Zivilstandsregistrierung“ und „Änderung und Überprüfung des Zivilstandsrechts“ in 62 Abschnitten, 37 Anmerkungen und 78 X erstellt und befindet sich derzeit in der Bearbeitung durch das Komitee, das über 12 Unterprojekte zur Bewertung der Notwendigkeiten umfasst. Es handelt sich um Kabinettsentwürfe.

### Klassifikation von Rechts-Enzyklopädien

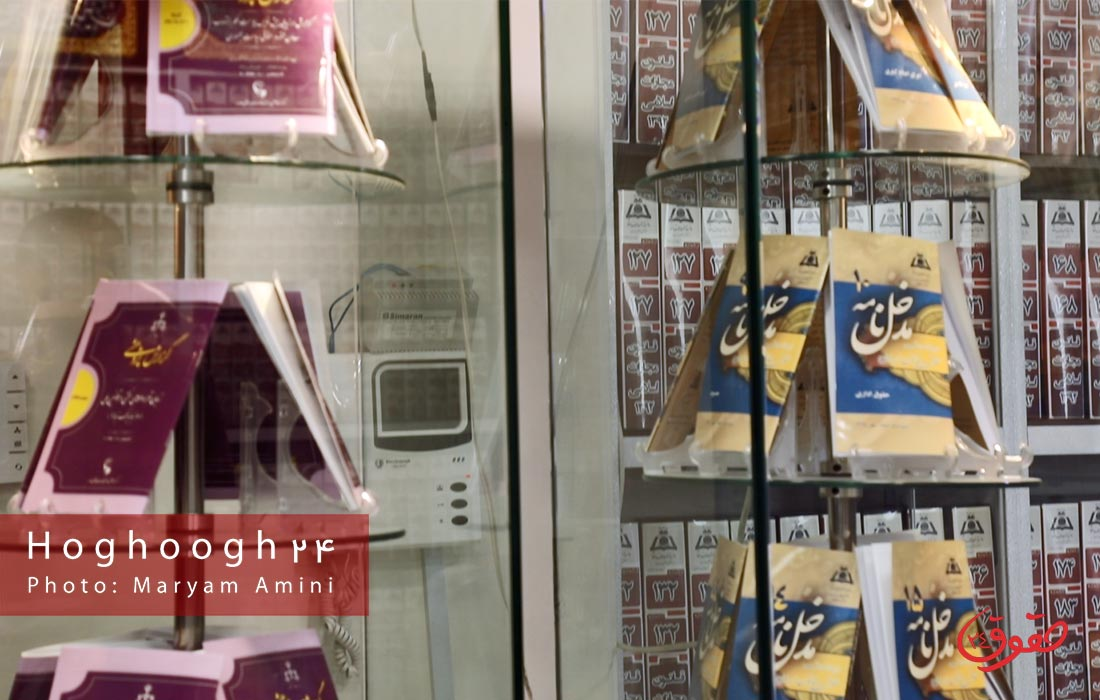
Eingaben, die vom Iranischen Institut für Rechts- und Gesetzesforschung erstellt wurden

Eine weitere Aktivität dieses Forschungsinstituts ist die Zusammenstellung von Rechts-Enzyklopädien für 66 Rechtsgebiete. Zunächst wurde eine Machbarkeitsstudie und Bedarfsanalyse durchgeführt. Die Forschung begann mit der Annahme, dass „jedes Studiengebiet, das mehr als 20 spezifische Themen in speziellen Werken definiert, eine spezialisierte Enzyklopädie als eigenständigen Bereich der Rechtsforschung benötigt.“ Diese Studie führte zur Identifizierung von mehr als 110.000 Einträgen in verschiedenen rechtlichen Fachbereichen. Das Ergebnis war, dass für jedes Rechtsgebiet 63 Bände organisiert werden sollten. Rechtsgebiete wie Wasserrecht, Elektrizitätsrecht, Gesetzgebung im Bereich grüne Energie, Kulturerbe-Gesetzgebung, Tourismus- und Straßenrecht, nationales Recht der Fallgeschichte, Ernährungsrecht und Agrarrecht sind ebenfalls als Folge dieser Untersuchung entstanden. Das Iranische Institut für Rechts- und Gesetzesforschung hat zunächst die Enzyklopädienschreibung ins Leben gerufen und weiterentwickelt. Die Enzyklopädie-Schreibstudien umfassen 66 Themen, darunter Kernrecht, Medien, Journalismus, nationales Recht, spezielle Verträge, Zivilrecht und Strafrecht.

### Forschungsinfrastruktur im iranischen Recht
Die Studie „Eins-zu-eins-Zuordnung“ zwischen „iranischen Rechtsquellen“ wurde im Zeitraum 2011–2016 von hunderten Forschern aus verschiedenen Rechtsbereichen in diesem Forschungsinstitut durchgeführt. Anders ausgedrückt, wurde das Mutterrecht als Thema und Forschungsbereich im iranischen Recht von diesem Forschungsinstitut definiert. Eine Sammlung von Büchern, Artikeln und Dissertationen aus dem vergangenen Jahrhundert wurde als rechtliche Lehre und rechtliche Präzedenzfälle betrachtet. Ziel der Forschung ist es, die größte Forschungsinfrastruktur im iranischen Recht zu entwickeln, basierend auf einer zeilenweisen Lektüre und Inhaltsanalyse der iranischen Rechtsquellen (Gesetze, richterliche Präzedenzfälle und rechtliche Doktrin). Die Forschung wird kontinuierlich aktualisiert.

### Evaluierung von Gesetzesentwürfen
Das Forschungsinstitut hat mehrfach Entwürfe von Gesetzen, Richtlinien und Verordnungen bewertet sowie analysiert. Ein Beispiel hierfür ist ein Bericht zur Überprüfung der Ausführungsbestimmungen des Änderungsentwurfs des Gesetzes zur Bekämpfung der Geldwäsche, um die interne Kohärenz und die Übereinstimmung mit rechtlichen Richtlinien zu gewährleisten. Weitere Berichte beinhalten eine Analyse und Bewertung von Entwürfen zu Richtlinien für die Überwachung und Verfolgung öffentlicher Rechte sowie eine Evaluierung des Entwurfs eines Gesetzes.

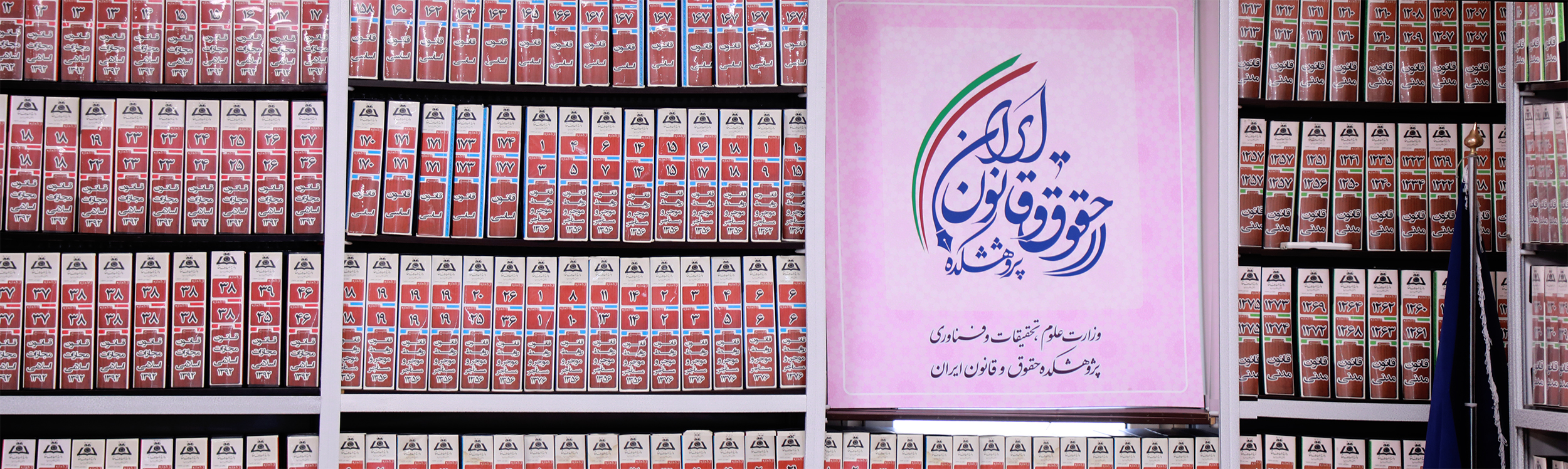
Blick auf die Reservoirs, die den Forschungsblättern zu rechtlichen Materialien im Iranischen Institut für Rechts- und Gesetzesforschung gewidmet sind.

### Durchführung nationaler Konferenzen

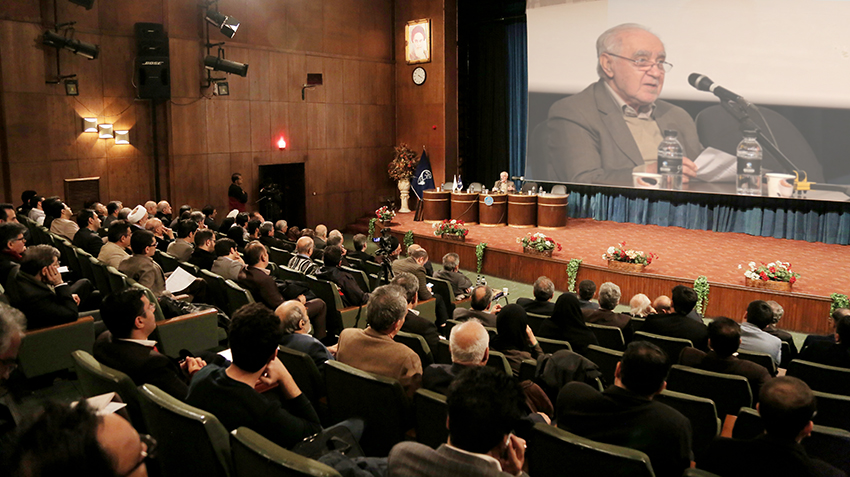
Ein Bild von einer der nationalen Konferenzen, die vom Iranischen Institut für Rechts- und Gesetzesforschung veranstaltet wurde.

Das Iranische Institut für Rechts- und Gesetzesforschung im Bereich der grundlegenden Rechtsstudien hat mehrere Konferenzen im Iran organisiert, bei denen Universitäten des Landes und wissenschaftliche Rechtsvereinigungen beteiligt waren.